# Université du Centre de Washington
L'université du Centre de Washington, (en anglais : Central Washington University ou CWU), est une université américaine, fondée en 1891, dont le siège se trouve à Ellensburg, comprenant 8 campus situés dans l'État de Washington. Elle accueille 10 423 étudiants et emploie 500 personnes.

## Historique
En 1890, l'Assemblée législative de l'État de Washington créé la Washington State Normal School (WSNS) à Ellensburg. WSNS est initialement ouverte le 6 septembre 1891. En 1893, le premier bâtiment de l'école et nommé Barge Hall en l'honneur du premier directeur de l'établissement, Benjamin Franklin Barge. Le nom de l'édifice a été ajouté au Registre national des lieux historiques en 1976.
L'école a pris le nom de Central Washington College of Education en 1937, Central Washington State College en 1961 et, enfin, Central Washington University en 1977.

## Sports
Dans le domaine sportif, les Wildcats de Central Washington défendent les couleurs de l'université. CWU est membre de la National Collegiate Athletic Association
et de la Great Northwest Athletic Conference basée dans le Nord-Ouest des États-Unis.

## Personnalités liées à l'université

### Sport
- Jon Kitna, joueur américain de football américain
- Miesha Tate, pratiquante de MMA

### Politique ou carrière militaire
- Dorothy Metcalf-Lindenburger, astronaute américaine

### Autres
- Craig T. Nelson, acteur, producteur, réalisateur et scénariste américain
- Brian Thompson, acteur américain
- Wanz, chanteur américain de R&B, soul, hip-hop et pop